# Lodovico Saccol
Lodovico Saccol (Treviso, 23 ottobre 1966) è un paroliere e compositore italiano.

## Biografia
Vince le edizioni 2007 e 2009 del concorso Cantiamo la pace organizzato dalla Fondazione Campana dei Caduti di Rovereto con le canzoni La Pace si Può e Pensieri di Pace.
Nel 2008 partecipa per la prima volta allo Zecchino d'Oro con la canzone Le piccole cose belle, che si classifica al primo posto nella 51ª edizione. Da allora ha composto 8 canzoni per questa trasmissione (l'ultima: Nonna Rock nel 2024 alla 67ª edizione), comprese tre vincitrici dello Zecchino d'Oro. Di seguito è riportato l'elenco completo.
Nel 2009 presenta per l'Ambrogino d'oro il brano Che disastro il bricolage (classificandosi terzo), e nel 2010 E chiamala pagella!, scritta a 4 mani con Gian Pietro Pendini.
Collabora stabilmente con i cori della Galassia dell'Antoniano di cui ha scritto l'inno Una galassia di note e Vicini, brano scritto in occasione dei 20 anni dalla sua fondazione, cantato durante il lockdown e registrato a distanza da oltre 40 cori.
Nella ricorrenza dei 50 anni dal disastro del Vajont ha scritto il pezzo Tutto è in equilibrio rappresentato da oltre 300 bambini a Longarone in occasione delle celebrazioni organizzate dalla fondazione Vajont 50, ricevendo l'encomio del Presidente del Senato della Repubblica Pietro Grasso. Ha collaborato anche con il Piccolo Coro TAB, per cui compone (su testo di Mario Gardini) il brano La bella bulla, ottenendo oltre 10 milioni di visualizzazioni su YouTube.
Nel dicembre 2018, assieme al direttore del Minicoro di Rovereto, incontra in Vaticano Papa Francesco, che lo invita a proseguire l’opera educativa sul tema della pace.

## Partecipazioni allo Zecchino d'Oro

### Testo
- Le piccole cose belle (2008)
- Il contadino (2010)
- Prendi un'emozione (2015)
- Sì, davvero mi piace! (2017)
- Potevo nascere gattino (2021)
- Ciao Europa (2023)
- Nonna Rock (2024)

### Musica
- Le piccole cose belle (2008)
- Il contadino (2010)
- La mia casa (2014)
- Prendi un'emozione (2015)
- Sì, davvero mi piace! (2017)
- Potevo nascere gattino (2021)
- Ciao Europa (2023)
- Nonna Rock (2024)